# Pomnik Robotnika i Robotnicy w Łodzi
Pomnik Robotnika i Robotnicy – pomnik znajdujący się w pasażu Rubinsteina w Łodzi w latach 1950–1952.

## Historia
Gipsowa rzeźba powstała w 1950 według projektu Antoniego Biłasa, Wacława Wołosewicza i Józefa Starzyńskiego. W przestrzeni pasażu Rubinsteina (dawn. pasaż Związku Młodzieży Polskiej) mieściła się wówczas wystawa świętująca realizację planu 6-letniego. Rzeźba miała wysokość około 3,5 metra i była umieszczona na podwyższeniu usytuowanym w biegu schodów na postumencie i przedstawiała robotnicę z kądzielą oraz robotnika dzierżącego młot oraz sztandar informujący o planie 6-letnim. Na rzeźbie autorzy umieścili gołębia pokoju. Na pomniku znajdował się napis „Naprzód do walki o socjalizm”.
27 października 1952 po godz. 21:00, dzień po sfałszowanych wyborach parlamentarnych, wygranych przez Front Jedności Narodowej i zdobyciu 99,8% głosów, pod rzeźbę podłożono materiał wybuchowy – 0,5 kg trotylu. Dokonana eksplozja spowodowała pęknięcie i rozsypanie się cokołu rzeźby, odsłaniając drewniany stelaż. Ponadto została uszkodzona łydka robotnika. Rzeźbę rozebrano, próbując bezskutecznie, bezpośrednio po wybuchu, dokonać rekonstrukcji.
Władze przypuszczały, że materiał wybuchowy podłożyli członkowie Tajnej Organizacji Młodzieżowej z Łodzi i Ksawerowa. Ostatecznie za eksplozję skazano na wyroki od 1 roku do 9 lat więzienia nastolatków: Bogusława Rżanka, Jana Jeżyńskiego, Kazimierza Florczyka, Wiesława K. i Stanisława Siergieja.